# Виттиг, Петер
Петер Виттиг (нем. Peter Wittig; род. 11 августа 1954, Бонн, Германия) — немецкий дипломат и с апреля 2014 года является Послом Германии в США.

## Биография
Петер Виттиг родился в 1954 году в Бонне. После школы изучал историю, политологию и право в Боннском университете, Кентском университете в Великобритании и в Оксфордском университете. В 1982 году он защитил диссертацию на тему «Английский путь к социализму: фабианцы и их значение для лейбористской партии и британской политики». В период с 1979 по 1982 годы Виттиг был доцентом Фрайбургского университета, и писал статьи на тему истории идей и внешней политики.
В 1982 же году Виттиг начал работу в дипломатической службе ФРГ. Первым назначением после дипломатических курсов стало посольство ФРГ в Испании, за этим последовала работа в постоянном представительстве Германии при ООН и работа в качестве личного помощника министра иностранных дел Германии Клауса Кинкеля.
В 1997 году Виттиг был отправлен послом в Ливан, а в 1999 – на Кипре. В 2002 году он стал заместительем директора отдела для ООНв министерстве иностранных дел, руководство которого он позже взял на себя. В 2006 году совершил вместе с министром иностранных дел Франком Вальтером Штайнмайером визит в Ливан, с целью определить политику по отношению к ключевым проблемам этого региона.
В 2009 возглавил представительство Германии при ООН. В июле 2011 года и сентябре 2012 председательствовал в Совете Безопасности ООН. Большое внимание уделял проблемам окружающей среды, прав человека и Ближнему Востоку.
Виттиг получил известность в 2009 году, когда по указанию правительства воздержался при голосовании в СБ ООН о введении бесполётной зоны в Ливии. Принятая тогда в Совете Безопасности резолюция открыла путь к военной операции Запада в отношении Ливии.
В 2014 году был назначен послом в США, переехал из Нью-Йорка в Вашингтон.